# Spanskven
Spanskven (Agrostis castellana) är en gräsart som beskrevs av Pierre Edmond Boissier och Georges François Reuter. Enligt Catalogue of Life ingår Spanskven i släktet ven och familjen gräs, men enligt Dyntaxa är tillhörigheten istället släktet ven och familjen gräs. Arten förekommer tillfälligt i Sverige, men reproducerar sig inte. Utöver nominatformen finns också underarten A. c. byzantina.